# غراسيانو غارسيا غارسيا
غراسيانو غارسيا غارسيا (بالإسبانية: Graciano García)‏ هو صحفي إسباني، ولد في 12 أكتوبر 1939 في Morea, Aller ‏ في إسبانيا.